# Anéjaculation
L'anéjaculation est l'absence d'expulsion de sperme hors des voies génitales, chez un homme qui a une excitation sexuelle. L'anéjaculation peut exister du fait d'une absence d'orgasme ; mais l'orgasme peut aussi se produire sans qu'il y ait éjaculation : c'est une anéjaculation avec orgasme. Elle peut résulter d'une atteinte du système nerveux, aux niveaux cervical, thoracique ou lombo-sacré. L'utilisation de vibromasseurs peut permettre l'éjaculation avec une efficacité d'autant plus grande que ces lésions sont hautes.
Parfois il s'agit d'une éjaculation tardive ou retardée, malgré une excitation sexuelle forte, ce qui peut être mal vécu. Cela se produit plus souvent lors d'un rapport avec un ou une partenaire, que par masturbation.[réf. nécessaire]
Enfin, certains hommes peuvent avoir une éjaculation avec certains partenaires, mais pas avec d'autres, ne pas éjaculer avec la/le partenaire aimé(e), mais éjaculer facilement avec un coup d'un soir ou des prostitué(e)s par exemple. D'autres hommes éjaculent la nuit, durant le sommeil, mais pas en état de veille, et enfin, certains n'auront jamais d'éjaculation, quelles que soient les circonstances.
Il faut distinguer différents niveaux d'anéjaculation :
- L'éjaculation retardée,
- La possibilité d'éjaculer, mais seulement avec certain(e)s partenaires,
- La possibilité d'éjaculer en dehors de toute pénétration,
- La possibilité d'éjaculer devant une partenaire, mais seulement par auto-masturbation,
- La possibilité d'éjaculer par masturbation solitaire,
- La présence d'éjaculations, mais uniquement pendant le sommeil,
- L'absence totale d'éjaculations.

L'anéjaculation est à distinguer de l'éjaculation rétrograde : l'éjaculation n'est pas visible, car elle se produit vers la vessie plutôt que vers l'extérieur. C'est le cas, en particulier, après certaines opérations de la prostate. Le sperme est ensuite éliminé avec les urines lors de la miction.